# マヤウェル

マヤウェルの姿

マヤウェル（Mayahuel） (ナワトル語発音: [ma'jawel])は、先コロンブス期のメソアメリカの歴史のうち、後古典期の中央メキシコ文明、特にアステカ文明においてリュウゼツランあるいはマゲイという植物に関連付けられた女性の神格である。マゲイの擬人化として、マヤウェルはまたアステカ神話の母性や豊穣を司る性格を併せ持った女神たちの一員であり、多産や滋養の概念と結び付けられる。

## 概要
マヤウェルはアステカにおけるリュウゼツランあるいはマゲイ（アオノリュウゼツラン）の女神として知られる。また、マゲイの加工品の1つである酒と結びつけて語られることもある。
マゲイから得られた加工品は、メソアメリカの高地および南東部の非常に広い地域に渡って使用されていた。刺は血を流す儀式において使用され、また、葉から取り出された繊維は紐や布へと加工された。おそらく最も重要なマゲイの加工品は、プルケとして知られるアルコール飲料であり、多くの公式な行事や儀式・祭典などで顕著に使用されていた。この延長線上で、マヤウェルはしばしばプルケに関連した文脈において登場する。いくつかの二次資料がマヤウェルを「プルケの女神」と記述していることがあるが、マヤウェルは最終加工品のプルケではなく原料としての植物と強い結びつきを持っている。
マヤウェルの配偶神とされるのは、飲酒と酩酊の神であるパテカトルである。また、酩酊の神々であるセンツォン・トトチティン（「400のうさぎ」の意）の母親とされている。マヤウェルは、彼女の多数の息子たちに授乳するためのたくさんの乳房を持った姿で表される。
アステカの20ある暦日のうち、マヤウェルは8番目であるトチトリ（ウサギ）の日の守護神とされていた。

## プルケの起源
プルケの起源に関しては、風の神でありケツァルコアトルの化身とされるエエカトルが、天上から地上へとマヤウェルを連れ出した神話が伝わっている。以下に概略を示す。
エエカトルは、マヤウェルに天上を離れ共に地上に降りてほしいと願う。マヤウェルはこれを受け入れ、二人は絡み合った枝を持つ木となる。マヤウェルの「始祖母」であるツィツィミトルは二人を追い、二人が変化した木を発見する。激怒したツィツィミトルは木を破壊する。マヤウェルはツィツィミトルの配下であるツィツィミメによって食べられてしまったが、エエカトルは無事であった。エエカトルが畑に撒いたマヤウェルの骨は成長してマゲイとなり、プルケの原料となった。

## ギャラリー

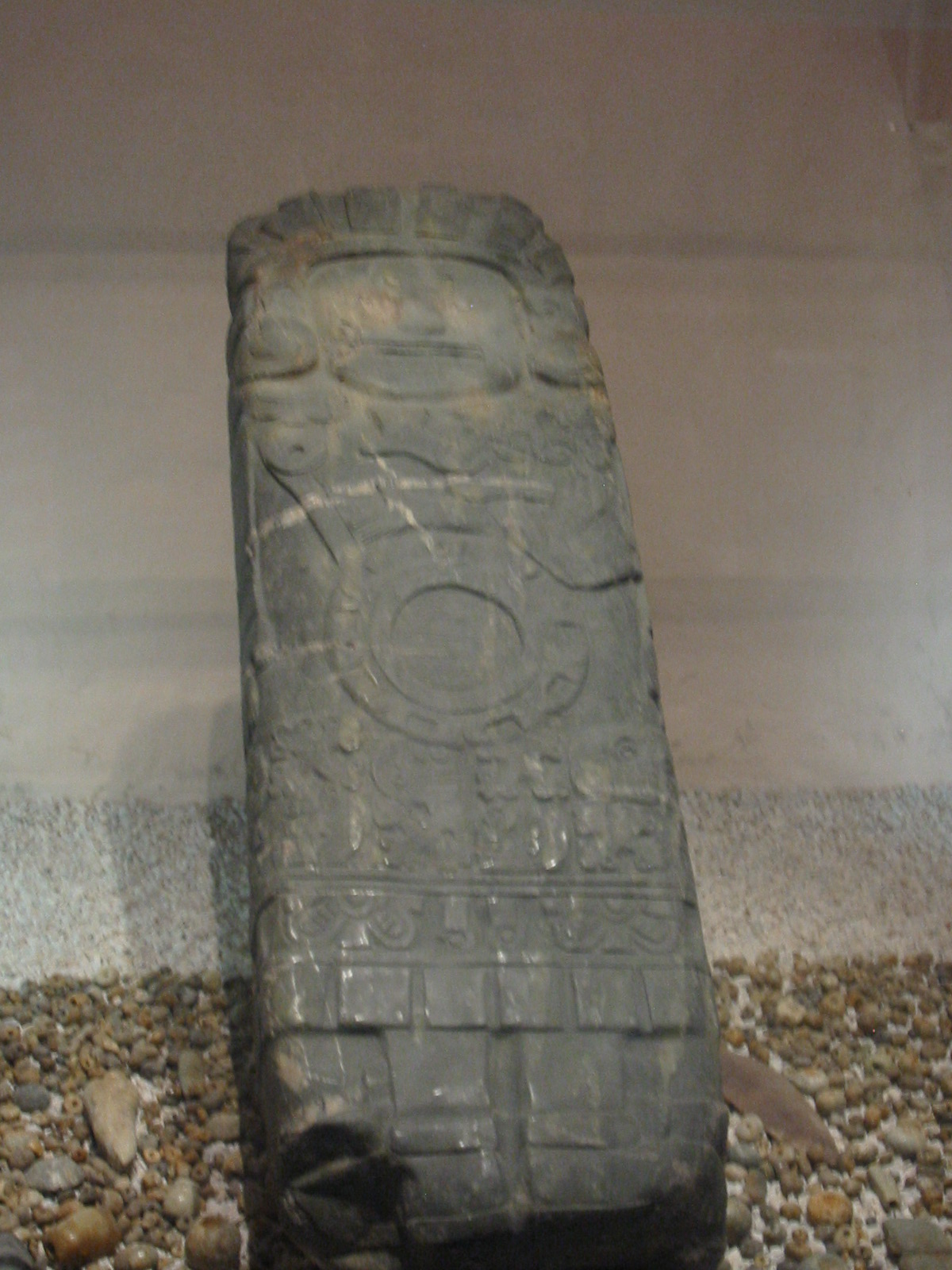
テンプロ・マヨールに展示されたマヤウェルの彫刻。